# Dirottamento aereo
Il dirottamento aereo è un'azione illegale, spesso di matrice terroristica o dimostrativa, che consiste nell'assumere il controllo di un aeroplano non di proprietà. Il fenomeno è altrimenti noto come pirateria aeronautica o pirateria aerea, mentre coloro che lo mettono in atto sono a volte noti come pirati del cielo o pirati dell'aria. Con l'espressione "dirottamento" in italiano a volte si indica anche la diversione dell'aeromobile verso un aeroporto alternato, indicata in inglese come diversion, termine che in italiano viene tradotto appunto come dirottamento, creando confusione con l'azione criminale, che in inglese è invece chiamata hijack.

## Antefatto ed esiti
Nella maggioranza dei casi, il pilota viene costretto a volare in conformità agli ordini dei dirottatori.
In alternativa, i dirottatori assumono personalmente il controllo del velivolo. È stato questo il caso di quelli che sono probabilmente i più celebri e catastrofici dirottamenti aerei di sempre, quelli degli attacchi al World Trade Center e al Pentagono dell'11 settembre 2001; secondo la ricostruzione del governo americano, i 19 dirottatori coinvolti presero lezioni di volo, se non addirittura un brevetto, o furono selezionati da al-Qāʿida, l'organizzazione terroristica che realizzò gli attentati, anche per le loro conoscenze in fatto di pilotaggio di aeromobili.
Tra i mezzi per impedire tale esito, la Repubblica federale tedesca ha prefigurato nel 2005 - con il c.d. Luftsicherheitsgesetz (§ 14, co. 3) - la possibilità dell’abbattimento da parte dell’Aviazione militare di un aereo civile sequestrato da dirottatori che potrebbero utilizzarlo come arma contro la popolazione. Nel febbraio 2006, però, la norma è stata parzialmente caducata dalla Corte costituzionale federale tedesca: i giudici hanno ritenuto incostituzionale la norma, nella parte in cui autorizzava l’utilizzo della forza mortale da parte dell’Aviazione militare contro l’aereo civile c.d. «Renegade», che avesse a bordo persone «estranee al fatto».

## Casistica
Vi è stato almeno un caso di volo dirottato dal proprio comandante: nell'ottobre 1998, un volo di Air China da Pechino a Kunming nello Yunnan si diresse su Taiwan dopo che il comandante aveva minacciato di mandare il mezzo a schiantarsi se gli altri membri dell'equipaggio lo avessero ostacolato.
Esiste un caso, invece, in cui il dirottamento è stato compiuto dal primo ufficiale: il 17 febbraio 2014 il volo ET702 dell'Ethiopian Airlines, operato con un Boeing 767 partito da Addis Abeba alle 0:30 ora locale (le 22:30 in Italia) e diretto a Roma con 193 passeggeri a bordo, fra cui 140 italiani, mentre sorvolava il Sudan, è stato dirottato a Ginevra dal copilota, un trentunenne etiope che voleva chiedere asilo politico in Svizzera perché si sentiva minacciato nel suo paese. All'arrivo a Ginevra, avvenuto alle 6 del mattino, il copilota ha tentato di calarsi con una corda dal finestrino della cabina di pilotaggio ma è stato bloccato ed arrestato, rischiando 20 anni di carcere per sequestro di persona. Un testimone ha raccontato che i passeggeri a bordo avevano temuto un'avaria e che un messaggio in un inglese incerto aveva intimato loro di indossare le maschere per l'ossigeno. L'aeroporto di Ginevra è stato chiuso e i passeggeri sono stati fatti scendere uno alla volta senza bagagli e senza gli indumenti, depositati nelle cappelliere. Sono stati fatti salire su alcuni bus e sono stati consegnati loro coperte, panini e bibite. I passeggeri hanno potuto riprendere i bagagli a metà pomeriggio, dopo essere stati interrogati dalla polizia locale, poi sono stati fatti salire su due autobus messi a disposizione dalla compagnia etiope, che li hanno riportati a casa.
Quattro sono stati invece i tentativi di dirottamento falliti:
- 28 ottobre 1969 - il militare italiano Raffaele Minichiello effettua il primo dirottamento intercontinentale, prendendo in ostaggio un boeing 707 della compagnia aerea TWA partito da Los Angeles nel tentativo di tornare in Italia. Viene arrestato dopo una piccola fuga successiva all'atterraggio.

- 9 marzo 1978 - un ingegnere di volo della China Airlines prende in ostaggio un Boeing 737-200 carico di passeggeri, chiedendo di essere trasportato in Cina. Il tentativo di dirottare l'aereo fallisce nel giro di meno di 24 ore e il dirottatore viene ucciso.

- 24 aprile 2011 - sul volo Alitalia AZ-329, decollato da Parigi e diretto a Roma Fiumicino, un passeggero aggredisce una hostess minacciandola con un coltellino nel tentativo di dirottare l'aereo verso Tripoli, in Libia. L'uomo viene subito bloccato grazie alla pronta reazione di alcuni steward e passeggeri e il volo prosegue senza problemi verso l'aeroporto di Fiumicino dove atterra regolarmente. A terra la Polizia arresta il mancato dirottatore.

- 7 febbraio 2014 - su un aereo della compagnia turca Pegasus in volo da Charkiv (Ucraina) e diretto ad Istanbul, un passeggero tenta di dirottare il velivolo verso Soči, dove erano appena iniziati i XXII Giochi olimpici invernali, che si sono poi conclusi il 23 febbraio, minacciando di far esplodere una bomba se il pilota non obbedisse ai suoi ordini. Il tentativo fallisce in quanto il pilota riesce a dare l'allarme e l'aereo, all'ingresso nello spazio aereo turco, viene messo sotto scorta da un F16 che lo accompagna fino all'atterraggio. Il Boeing 737-800 viene guidato verso una pista di sicurezza, dove viene circondato dalle forze speciali dell'antiterrorismo turco, ma anche da ambulanze e camion dei pompieri. Il traffico aereo è stato brevemente sospeso nell'aeroporto. A bordo l'equipaggio intanto ha cercato di calmare il dirottatore e di convincerlo a consegnarsi alla polizia. Secondo la stampa turca, le teste di cuoio sarebbero entrate nell'aereo ed avrebbero neutralizzato l'uomo, per poi iniziare a perquisire il Boeing per verificare che non ci fossero esplosivi, di cui non sarebbero state trovate tracce. Il dirottatore, sempre secondo la stampa turca, sarebbe stato arrestato.